# 진 문제
진 세조 문황제 진천(陳 世祖 文皇帝 陳蒨, 522년 ~ 566년 5월 31일(음력 4월 27일))은 중국 남북조 시대 진나라의 제2대 황제이다. 무제 진패선(武帝 陳霸先)의 형인 시흥소열왕 진도담의 맏아들이다.

## 생애
522년 시흥소열왕(始興昭烈王) 진도담(陳道譚)의 장남으로 태어났으며 모친은 알려져 있지 않다. 자는 자화(子華)이며 어려서부터 침착하고 영민했으며 담력과 식견이 있었다. 용모와 풍채가 좋고 몸가짐이 단정하고 예법을 바르게 지켰으므로 숙부 진패선이 그를 아꼈다. 후경이 난이 터지자 진천은 일족들을 보호하며 임천으로 피난갔다. 진패선이 후경을 토벌하러 떠나자 후경은 진천을 체포하라는 명을 내렸다. 진천은 몸에 비수를 품고 후경을 찔러 죽이기 위해 스스로 자수했으나, 바로 감금되는 바람에 뜻을 이루지 못했다. 진패선이 석두성을 포위하자 후경은 몇 번이나 진천을 죽이려고 했으나, 부하들의 만류로 죽이지 않았고 결국 진천은 진패선이 석두성에 입성하고 나서야 석방되었다.
554년, 진패선은 광릉을 점령할 때 진천을 선봉으로 삼아 싸울 때마다 승리를 거뒀다. 이듬해 10월, 왕승변의 사위였던 정주자사 두감 등이 정병 5천 명을 이끌고 장성으로 쳐들어오자 진천은 이에 맞서 수백 명의 군사를 모집했다. 그러나 장비가 부족했고 모두가 대경실색해서 사기가 낮았다. 하지만 진천은 우스개소리를 하며 태연자약했고 모두가 안정을 찾았으며 진천이 직접 선두에 서서 40일 동안이나 지켰고 결국 두감 등은 후퇴했다. 이 공로로 진천은 선의장군, 회계태수가 되었으며 영정 원년(557년) 11월, 임천왕에 책봉되었고 시중, 안동장군이 되어 남환을 수비했다.
559년 6월, 진패선이 사망하자 진천은 건강으로 소환되어 황제 옹립을 의논했다. 장태후는 "선제의 여섯 아들이 모두 요절하거나 서위의 포로로 장안에 있으므로 결정을 내리지 못하겠소."라며 결정을 못 내렸다. 이에 남예주자사 후안도가 "지금 천하가 안정되지 않았는데 어느 겨를에 먼 곳을 생각하겠소? 임천왕은 나라에 큰 공을 세웠으니 모두가 받들어 모셔야 할 분이오. 이 일에 응하지 않는 자는 베어 버릴 것이오."라며 칼을 뽑아 전 위로 올라가 태후를 협박하여 옥새를 바치고 명령을 내리게 했다. 그래서 진천이 건강 태극전전에서 즉위했다.
560년 서위는 진나라를 치기 위해 진패선의 유일한 아들이었던 형왕 진창(陳昌)을 시켜 공격하게 했다. 진창은 왕림에게 막혀 안륙(安陸)까지만 쳐들어왔으나, 왕림이 사라지니 진창은 그대로 계속 진격할 수 있게 되었고 양자강을 따라 동진하면서 진천에게 무례한 편지를 보내 황위를 요구했다. 진천은 후안도를 불러 진창에게 황위를 물려주고 왕으로 내려갈까라고 물어보았다. 이에 후안도는 그러지 말라고 하며 일단 몸소 나가 진창을 반갑게 맞이할 것이라고 했다. 한달 후, 진창이 진나라 영토에 들어오자 후안도는 반갑게 맞이하며 둘은 양자강을 따라 배를 타고 오고 있었다. 갑자기 후안도는 진창을 죽여버리고 양자강에 던졌고 건강에 도착해 진창이 발을 헛디뎌 익사했다고 보고했다. 진천은 후안도가 진창을 죽였다는 걸 알면서도 이를 기쁘게 여기고 후안도를 청원공에 봉했다. 대신 죽은 사촌동생이 불쌍했는지 자신의 7남 형양왕 진백신(陳伯信)을 양자로 삼아줬다.
진천은 백성의 고통을 알았으며 즉위 후에도 검소한 생활을 했다. 또 사리분별에 능했고 신하들의 간악한 행위를 절대 용납하지 않았다. 566년 4월, 재위 8년 만에 45세의 나이로 건강 유각전에서 사망하고 6월에 영녕릉에 안장되었다. 진천은 태자 진백종이 개인적으로 너무 유약해서 황제의 임무를 수행할 수 있을까 염려되어 황위를 동생 진욱에게 넘겨주려 했다. 진욱은 거절했고 관료인 공환(孔奐)도 반대했다. 결국 진천은 진욱을 후계자로 삼지는 않았지만 진욱과 공환, 도중거(到仲舉), 원추(袁樞), 유사지(劉師知) 등에게 진백종을 보좌하게 했다.
여담이지만 한자고란 미소년과 동성애 관계였다고 하며 원래는 선후임관계였지만 시간이 지나면서 사이가 각별해졌고, 황제에 오른 뒤에 황후로 봉할 생각까지도 할 정도였다. 후대의 청나라 시절 화신과 건륭제와의 관계와 비슷한데 한자고 역시 황제의 총애를 입어 승승장구하면서 고위급으로 승진하여 권력을 휘둘렀다. 진백종이 즉위한 뒤에 진욱을 제거하려다가 오히려 역습을 당해서 결국엔 참살된다.

## 가계도

### 조부모와 부모
- 조부 : 태조(太祖) 경황제(景皇帝) 진문찬(陳文讚)
- 조모 : 경문황후(景文皇后) 동씨(童氏)
- 부친 : 시흥소열왕(始興昭烈王) 진도담(陳道譚)
- 모친 : 효비(孝妃)

### 양부모
- 양부 : 고조(高祖) 무황제(武皇帝) 진패선(陳霸先)
- 양모 : 무선황후(武宣皇后) 장요아(章要兒)

### 황후
| 봉호       | 시호           | 이름(성씨)     | 별칭  | 재위년도      | 생몰년도 | 국구(장인/장모)                                                 | 능묘 | 비고 |
| ---------- | -------------- | -------------- | ----- | ------------- | -------- | --------------------------------------------------------------- | ---- | ---- |
| 황후(皇后) | 문황후(文皇后) | 심묘용(沈妙容) | [ 1 ] | 559년 ~ 566년 |          | 건성현후(建成縣侯) 심법심(沈法深) 수안현군(綏安縣君) 고씨(高氏) |      |      |

### 후궁
| 봉호       | 별칭 | 이름(성씨) | 생몰년도  | 비고 |
| ---------- | ---- | ---------- | --------- | ---- |
| 귀비(貴妃) |      | 강씨(江氏) |           |      |
| 귀비(貴妃) |      | 공씨(孔氏) |           |      |
| 숙원(淑媛) |      | 엄씨(嚴氏) | ? ~ 587년 |      |
| 소화(昭華) |      | 유씨(劉氏) |           |      |
| 수용(修容) |      | 장씨(張氏) |           |      |
| 수화(修華) |      | 한씨(韓氏) |           |      |
| 용화(容華) |      | 반씨(潘氏) |           |      |
| 충화(充華) |      | 왕씨(王氏) |           |      |

### 황자
| -  | 봉호           | 시호 | 이름           | 생몰년도      | 생모        | 별칭 | 비고                   |
| -- | -------------- | ---- | -------------- | ------------- | ----------- | ---- | ---------------------- |
| 1  | 파양왕(鄱陽王) |      | 진백산(陳伯山) | 550년 ~ 589년 | 숙원 엄씨   |      |                        |
| 2  | 시흥왕(始興王) |      | 진백무(陳伯茂) | 551년 ~ 568년 | 황후 심묘용 |      |                        |
| 3  | 황태자(皇太子) |      | 진백종(陳伯宗) | 554년 ~ 570년 | 황후 심묘용 |      | 제3대 황제 폐제(廢帝). |
| 4  | 신안왕(新安王) |      | 진백고(陳伯固) | 555년 ~ 582년 | 용화 반씨   |      |                        |
| 5  | 진안왕(晉安王) |      | 진백공(陳伯恭) |               | 숙원 엄씨   |      |                        |
| 6  | 형양왕(衡陽王) |      | 진백신(陳伯信) | ? ~ 589년     | 소화 유씨   |      | [ 2 ]                  |
| 7  | 여릉왕(廬陵王) |      | 진백인(陳伯仁) |               | 충화 왕씨   |      |                        |
| 8  | 강하왕(江夏王) |      | 진백의(陳伯義) | ? ~ 589년     | 수용 장씨   |      |                        |
| 9  | 무릉왕(武陵王) |      | 진백례(陳伯禮) |               | 수화 한씨   |      |                        |
| 10 | 영양왕(永陽王) |      | 진백지(陳伯智) |               | 귀비 강씨   |      |                        |
| 11 | 계양왕(桂陽王) |      | 진백모(陳伯謀) |               | 귀비 공씨   |      |                        |

### 황녀
| - | 봉호               | 이름           | 생몰년도 | 생모 | 부마           | 별칭 | 비고 |
| - | ------------------ | -------------- | -------- | ---- | -------------- | ---- | ---- |
| 1 | 풍안공주(豊安公主) |                |          |      | 유정신(劉貞臣) |      |      |
| 2 | 부양공주(富陽公主) |                |          |      | 유반(柳盼)     |      |      |
| 2 | 부양공주(富陽公主) | 후정장(侯淨藏) |          |      |                |      |      |

## 기년
| 문제        | 원년            | 2년        | 3년        | 4년        | 5년        | 6년        | 7년                 |
| ----------- | --------------- | ---------- | ---------- | ---------- | ---------- | ---------- | ------------------- |
| 서력 (西曆) | 560년           | 561년      | 562년      | 563년      | 564년      | 565년      | 566년               |
| 간지 (干支) | 경진(庚辰)      | 신사(辛巳) | 임오(壬午) | 계미(癸未) | 갑신(甲申) | 을유(乙酉) | 병술(丙戌)          |
| 연호 (年號) | 천가(天嘉) 원년 | 2년        | 3년        | 4년        | 5년        | 6년        | 7년 천강(天康) 원년 |